# Fimpen
Fimpen är en svensk dramafilm från 1974, regisserad av Bo Widerberg.

## Handling
Sexårige Johan kallas "Fimpen" och han älskar fotboll. Han brukar spela fotboll på sin bakgård i Gröndal. Fotbollsspelaren Mackan (Härenstam) är Hammarby IF:s bästa fotbollsspelare. Av en tillfällighet får Mackan bevittna Fimpens fotbollstalang. När Mackan petas av tränaren tipsar han tränaren om Fimpen. Fimpen får börja spela i Hammarby och med hjälp av honom vinner Hammarby en viktig match mot Åtvidabergs FF. Det går så bra att landslagskaptenen Åby Ericsson ringer upp och övertalar honom att spela med landslaget. Plötsligt reser han på landslagsturné. Hemma missar Fimpen mycket av skolan, då han är trött och okoncentrerad. Fimpen inser att han måste lära sig läsa och skriva för att kunna skriva autografer. Så står han i valet mellan att spela och studera.

## Om filmen
I filmen medverkar den tidigare svenske förbundskapten Georg "Åby" Ericson och några av dåvarande landslagsspelarna. Andra som medverkar är Monica Zetterlund, Magnus Härenstam och Ernst-Hugo Järegård.
Filmen hade premiär på biograf Spegeln i Stockholm den 16 februari 1974. Den har visats vid ett flertal tillfällen i SVT, bland annat 1986, 2019 och 2020, samt i TV4.

## Rollista i urval
- Johan Bergman – Johan "Fimpen" Bergman
- Georg "Åby" Ericson – sig själv, svensk förbundskapten
- Ronnie Hellström – sig själv, målvakt
- Ralf Edström – sig själv, fotbollsspelare
- Roland Sandberg – sig själv, fotbollsspelare
- Benno Magnusson – sig själv, fotbollsspelare
- Monica Zetterlund – Marianne Rådström, Fimpens lärarinna
- Magnus Härenstam – Magnus, "Mackan", fotbollsspelare
- Ernst-Hugo Järegård – tränare i Hammarby IF
- Carl Billquist – rektor på Fimpens skola
- Stig Ossian Ericson – taxichaufför
- Inger Bergman – Johans mamma
- Arne Bergman – Johans pappa
- Annelie Bergman – Johans syster

## DVD
Filmen gavs ut på DVD 2015 och 2016 (båda Studio S Entertainment).